# Азорский снегирь
Азорский снегирь (лат. Pyrrhula murina) — уязвимый вид птиц отряда воробьинообразных. Эндемик острова Сан-Мигел (Азорские острова).

## История и описание
Ранее азорского снегиря считали подвидом обыкновенного снегиря (Pyrrhula pyrrhula), но в 1993 году его выделили в отдельный вид.
Окрас перьев у этого снегиря шоколадно-коричневый, по бокам иногда рыжеватого оттенка. В летнее время года окрас становится менее ярким. На голове азорского снегиря чёрные перья образуют характерную «шапочку», также у него чёрного цвета подбородок и конусообразный клюв. У самца азорского снегиря грудь бурого цвета.

Азорский снегирь немного крупнее обыкновенного снегиря (Pyrrhula pyrrhula). Его особи достигают размера в 17 см и отличаются отсутствием явного полового диморфизма.

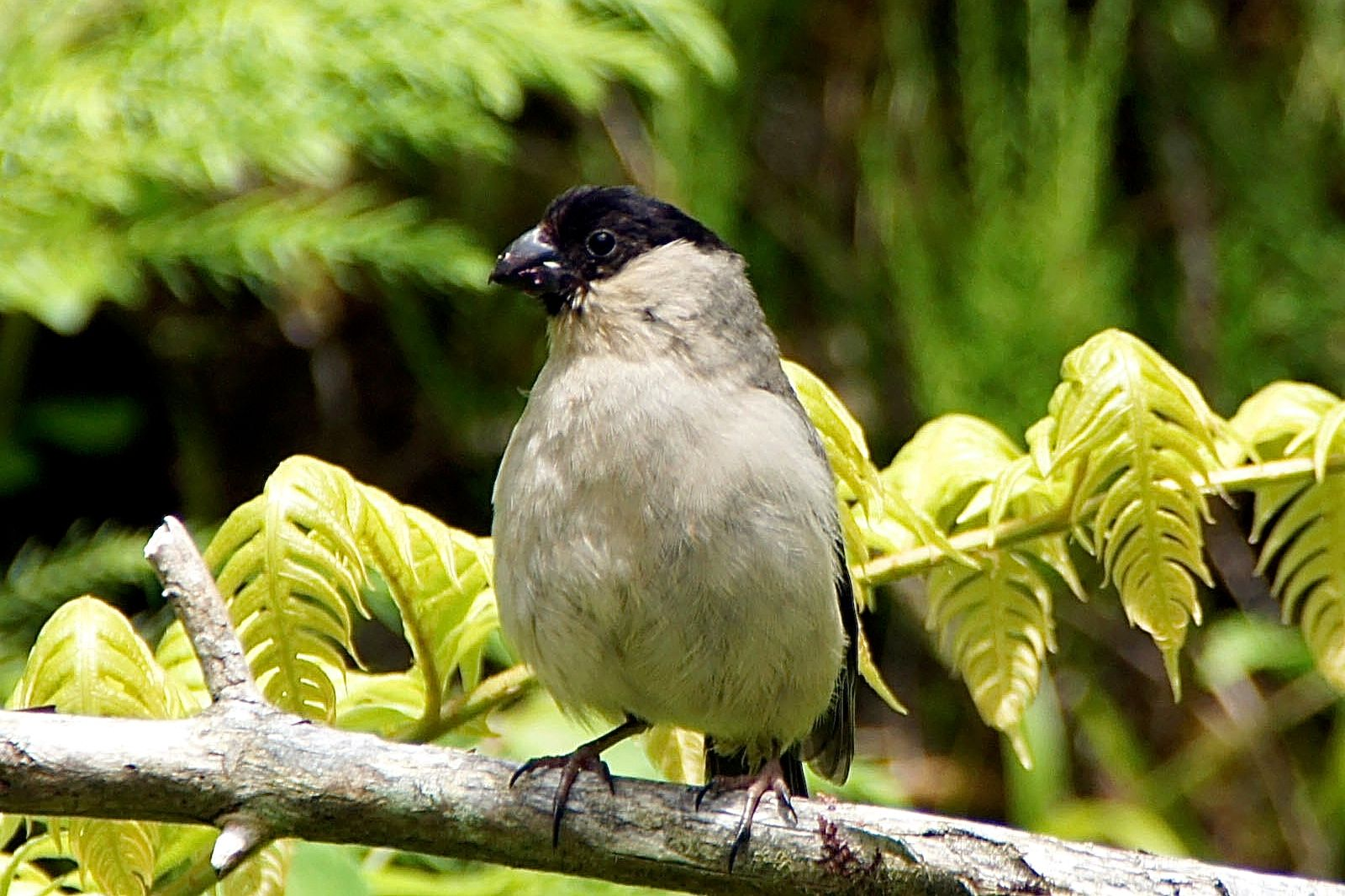
Азорский снегирь

## Экология
В первой половине XX века азорский снегирь находился на грани исчезновения. В 1927 году он был впервые признан вымирающим видом, но с 1968 года одиночные его экземпляры снова стали встречаться на склонах возвышенности Пику-да-Вара острова Сан-Мигел Азорских островов, хотя общая численность популяции этого вида насчитывала менее ста особей. В настоящее время большую опасность для азорских снегирей представляет угроза разрушения их среды обитания. Питаются снегири почками и плодами деревьев, семенами дикорастущих трав.
Филогенетические исследования показали, что митохондриальная ДНК азорского снегиря сильно отличается от исследованных у особей британского и северного снегирей. Эти различия даже больше, чем между видами рода Loxia, обитающими в Великобритании, но для более полного исследования этого факта изучают ДНК птиц Пиренеев. И это не удивительно. Несмотря на внешнее сходство с обыкновенным снегирем, азорский является более древней формой, находившейся у истоков формирования современной группы черношапочных снегирей Северной Евразии (P. pyrrhula, P. griseiventris, P. cineracea). Очень длительная изоляция стала причиной сохранения более примитивных черт предковых форм. Поэтому ближайших родственников правильнее будет искать на Филиппинах (Pyrrhula leucogenis) и Тайване (Pyrrhula nipalensis uchidai).

## Угрозы и охрана
Международный союз охраны природы относит азорского снегиря к видам, находящимся под угрозой. Охранный статус «Находится в уязвимом положении» — средний из семи уровней угрозы виду по классификации Международного союза охраны природы.